# Max Hardcore
Max Hardcore (født Paul F. Little 10. august 1956, død 27. marts 2022) var en kontroversiel amerikansk pornoskuespiller, instruktør og producent. Han instruerede de kvindelige pornostjerner, som han som regel selv optrådte foran kameraet sammen med, til seksuelle handlinger, der af og til gir over grænserne for, hvad myndighederne i USA kunne acceptere.[kilde mangler] Han var kendt for at få kvindelige pornomodeller til at kaste op i forbindelse med deep throat [kilde mangler]. Hans film blev udgivet i to versioner, en til det amerikanske marked og en euro-version til andre lande.[kilde mangler] I versionen til det amerikanske marked er scener, der indeholder urinsex og fisting, fjernet.
Paul Little blev den 5. juni 2008 kendt skyldig i at udbrede uanstændigt materiale til offentligheden via postforsendelse og via internettet. Retssagen foregik i Tampa, Florida, og var en retssag med nævninge, der varede 7 dage. Juryen voterede i 14 timer, inden de nåede frem til en enstemmig afgørelse. Han blev dømt til en 46 måneders fængselsstraf.